# Nachal Bavana
Nachal Bavana (hebrejsky נחל בוואנה) je vádí na Západním břehu Jordánu, v Judské poušti.
Začíná v nadmořské výšce přes 300 metrů v kopcovité krajině Judské pouště. Směřuje k východu a klesá do nevelké pouštní planiny Bik'at Hurkanija. Zde ústí zleva do vádí Nachal Schacha, které pak jeho vody odvádí do Nachal Kumran a do příkopové propadliny Mrtvého moře.